# Katastralgemeinde St. Donat
Die Katastralgemeinde St. Donat ist eine von sieben Katastralgemeinden der Stadtgemeinde Sankt Veit an der Glan im Bezirk Sankt Veit an der Glan in Kärnten, in Österreich. Sie hat eine Fläche von 1389,81 ha.
Die Katastralgemeinde gehört zum Sprengel des Vermessungsamtes Klagenfurt.

## Lage
Die Katastralgemeinde liegt im Osten der Gemeinde Sankt Veit an der Glan, im Süden des Bezirks Sankt Veit an der Glan, südöstlich des Bezirkshauptorts. Landschaftlich umfasst sie Teile des Zollfelds, der Launsdorfer Senke und des Magdalensbergs. Sie erstreckt sich von Glandorf im Nordwesten bis ein Stück weit den Magdalensberg hinauf im Südosten, und von Ritzendorf im Südwesten bis Milbersdorf im Nordosten. Die Katastralgemeinde erstreckt sich über eine Höhenlage von 456 m ü. A. an der Glan bis zu 972 m ü. A. auf einem Nebengipfel des Magdalensbergs. 

## Ortschaften
Zur Gänze auf dem Gebiet der Katastralgemeinde St. Donat liegen die Ortschaften Aich, Altglandorf, Baiersdorf, Blintendorf, Mairist, Milbersdorf, Pflugern, Ritzendorf, St. Donat und Untermühlbach. Außerdem befindet sich der südliche Teil von Glandorf, das zur Ortschaft St. Veit an der Glan gehört, auf dem Gebiet der Katastralgemeinde St. Donat; diese Siedlung wurde in der ersten Hälfte des 20. Jahrhunderts als Ortschaft Neuglandorf geführt.

## Vermessungsamt-Sprengel
Die Katastralgemeinde gehört seit 1. Jänner 1998 zum Sprengel des Vermessungsamtes Klagenfurt. Davor war sie Teil des Sprengels des Vermessungsamtes St. Veit an der Glan.

## Geschichte
Ende des 18. Jahrhunderts wurden die Kärntner Steuergemeinden (später: Katastralgemeinden) gebildet und Steuerbezirken zugeordnet. Die Steuergemeinde St. Donat wurde Teil des Steuerbezirks Osterwitz.
Im Zuge der Reformen nach der Revolution 1848/49 wurden in Kärnten die Steuerbezirke aufgelöst und Ortsgemeinden gebildet, die jeweils das Gebiet einer oder mehrerer Steuergemeinden umfassten. Die Steuer- bzw. Katastralgemeinde St. Donat wurde Teil der Gemeinde Sankt Georgen. Die Größe der Katastralgemeinde wurde 1854 mit 2.344 Österreichischen Joch und 1.268 Klaftern (ca. 1349 ha) angegeben; damals lebten 515 Personen auf dem Gebiet der Katastralgemeinde. 1895 wurde die Katastralgemeinde von der Gemeinde Sankt Georgen abgetrennt und kam zur neu gegründeten politischen Gemeinde Sankt Donat. 1920 wurde die Katastralgemeinde St. Donat um etwa 40 ha vergrößert: der nördlichste Teil der Katastralgemeinde St. Michael am Zollfeld (Teil der politischen Gemeinde Maria Saal) mit Schloss Stadlhof und einem Teil der Ortschaft Pflugern wurde an die Katastralgemeinde St. Donat angeschlossen. Mit 1. Jänner 1958 wurde die politische Gemeinde Sankt Donat aufgelöst; die Katastralgemeinde St. Donat kam an die Gemeinde Sankt Veit an der Glan.
Die Katastralgemeinde St. Donat gehörte ab 1850 zum politischen Bezirk Sankt Veit an der Glan und zum Gerichtsbezirk Sankt Veit an der Glan. 1854 bis 1868 gehörte sie zum Gemischten Bezirk Sankt Veit an der Glan. Seit der Reform 1868 ist sie wieder Teil des politischen Bezirks Sankt Veit an der Glan und des Gerichtsbezirks Sankt Veit an der Glan.